# Гришонков, Михаил Сергеевич
Михаи́л Серге́евич Гришо́нков (1914—1983) — участник Великой Отечественной войны, командир сапёрного взвода 42-го отдельного сапёрного батальона 136-й стрелковой дивизии 70-й армии 2-го Белорусского фронта, старший лейтенант. Герой Советского Союза.

## Биография
Родился 21 октября (3 ноября) 1914 года в деревне Малятино (ныне Суворовского района Тульской области) в семье крестьянина. Русский.
Окончив Чекалинскую среднюю школу, работал председателем Малятинского сельсовета.
В Красной Армии с сентября 1941 года. На фронте в Великую Отечественную войну с этого же времени. Окончил курсы политруков в Калуге в 1942. Член ВКП(б)/КПСС с 1942 года. Окончил курсы младших лейтенантов в 1944 году.
Командир сапёрного взвода 42-го отдельного сапёрного батальона старший лейтенант Михаил Гришонков со своим взводом 18-19 апреля 1945 года переправился через реку Одер в районе населённого пункта Шенинген (южнее г. Щецин, Польша) и обеспечивал форсирование реки десантом. Был ранен, но остался в строю.
После войны продолжал службу в Советской Армии. С 1947 года старший лейтенант Гришонков — в запасе.

Мемориальная табличка на Чекалинской школе с именем М. И. Гришонкова

Жил в г. Чекалин Тульской области. Умер 12 ноября 1983 года.

## Награды
- Звание Героя Советского Союза присвоено 29 июня 1945 года.
- Награждён орденами Ленина, Отечественной войны 2 степени и двумя орденами Красной Звезды, а также медалями.